# Meranoplus barretti
Meranoplus barretti är en myrart som beskrevs av Santschi 1928. Meranoplus barretti ingår i släktet Meranoplus och familjen myror. Inga underarter finns listade i Catalogue of Life.